# Canadian Open 1967
Die Canada Open 1967 im Badminton fanden vom 31. März bis zum 1. April 1967 in Winnipeg statt. Im Dameneinzel und Damendoppel wurden aufgrund fehlender internationaler Beteiligung die Ergebnisse der kurz zuvor ausgetragenen nationalen Titelkämpfe für die Canadian Open gewertet.

## Finalergebnisse
| Disziplin    | Sieger                       | Finalist                      | Ergebnis     |
| ------------ | ---------------------------- | ----------------------------- | ------------ |
| Herreneinzel | Erland Kops                  | Wayne Macdonnell              | 15-11, 15-11 |
| Dameneinzel  | Alison Daysmith              | Sharon Whittaker              | 12-11, 12-10 |
| Herrendoppel | Roger Mills Colin Beacom     | Erland Kops Rolf Paterson     | 15-6, 15-7   |
| Damendoppel  | Patricia Moody Jean Miller   | Dorothy Tinline Marjory Shedd | 15-12, 15-11 |
| Mixed        | Roger Mills Sharon Whittaker | Rolf Paterson Mimi Nilsson    | 18-15, 15-6  |